# Hacksta
Hacksta is een plaats in de gemeente Vallentuna in het landschap Uppland en de provincie Stockholms län in Zweden. De plaats heeft 56 inwoners (2005) en een oppervlakte van 8 hectare. Hacksta ligt aan een klein landweggetje en wordt omringd door zowel bos en landbouwgrond als rotsachtig gebied. De stad Stockholm ligt ongeveer dertig kilometer ten zuiden van het dorp.